# 新潟新幹線車両センター
新潟新幹線車両センター（にいがたしんかんせんしゃりょうセンター）は、新潟県新潟市東区にある東日本旅客鉄道（JR東日本）新幹線統括本部が管理する新幹線車両基地である。

## 概要
本センターは、上越新幹線の終点新潟駅から線路が続いており、信越本線・白新線に沿って南東へ5.1kmの場所に立地、センターの南側に新潟貨物ターミナル駅及び白新線東新潟駅が近接している。積雪・凍結対策のため、当センターの車両収容線はすべて屋根で覆われている。
敷地は延長約 1,900 m・幅約 230 m、総面積約34 万 m2の規模を誇り、そのうち61,500 m2は保守基地とした。設備は発足当初約450両の検査に対応したものであり、将来は拡張することで約1,000両の検査を想定している。ここでは、車両留置と仕業検査・交番検査、臨時修繕、車輪研削が実施される。
当車両基地用地は非常に軟弱な地盤のため、盛土沈下対策として1974年（昭和49年）2月までに61万 m3の盛り土を行い、さらに1979年（昭和54年）10月までに約24万 m3の盛り土を行った。
建設費用は約305億円で、内訳は用地費が約35億円、土木費が65億円、軌道費が15億円、建築費が70億円、機械費が50億円、電気費が70億円。

## 設備
開設当初は12両編成に対応した設備（延長330 m）を有しており、着発収容線は将来の手戻りを避けるため、当初から16両編成対応した設備（延長430 m）を確保している。
- 着発収容線 - 14線（着発収容庫内・建屋延長480.0 m・幅67.3 m）[2][5]
- 仕業・交番検査線 - 6線（仕業・交番検査庫内）
  - 1・2番線は交番検査線、3番線は仕業・交番検査兼用線、4 - 6番線は仕業検査線[4]。本来、電気・軌道総合試験車の検査庫は別途設ける計画であったが、開業当初は将来の車両増備時の仕業検査線（6番線）を電気・軌道総合試験車の仕業検査線（事業用車検修線）として暫定使用することとした[4][5]。
  - 交番検査線出口には薬液塗布装置2基とその137 m先（着発収容線寄り）に清水による車両洗浄装置3基がある[5][7]。
- 臨時修繕線（臨修線） - 1線
  - 臨時修繕庫は車両故障に対応するもので、編成した状態で故障車両の台車や主電動機（台車振替装置）、床下や屋根上機器の脱着（天井クレーン、移動架線装置）ができる[2][7]。
- 車輪研削線 - 1線[2]
- 引上線 - 2線
- 保守用車基地[2]
  - 確認車留置線 1線、保守用車留置線 4線、機回り線 3線、検修線 2線、バラスト積込線 1線、運搬車留置線 1線などがある[8]。

将来計画
- 着発収容線は現状、着発3番 - 16番線（14線）までだが、将来は着発1・2・17 - 20番線[5]、事業用車線（電気・軌道総合試験車線・250 m）が増設できる[4]。
- 仕業・交番検査線は現状12両編成に対応した330 mだが、将来は16両編成に対応した430 mに延長できる[4]。
- 車輪研削庫は将来1線の増設が可能[2][4]。有効長は現状820 mだが、920 mに延長できる[4]。
- 臨時修繕線と引上線は現状330 mだが、430 mに延長できる[4]。

## 歴史
- 1972年（昭和47年）10月 - 当車両基地の建設工事に着手[9]。
- 1980年（昭和55年）10月1日 - 試験用車両の搬入が始まる[9]。962形試作電車5・6号車、921形軌道試験車、200系（E2・E3編成）が搬入された[9]。
- 1982年（昭和57年）7月31日 - 新潟試験線第一運転所として発足[2]。新製車両の受取り、工事の総合監査、乗務員の養成などを実施[2]。
- 1981年（昭和56年）8月1日 - 新潟新幹線第一運転所として発足[2]。
- 1987年（昭和62年）4月1日 - 国鉄分割民営化により、JR東日本に継承。
- 2000年（平成12年）6月9日 - ISO9001認証取得。
- 2004年（平成16年）4月1日 - 新潟新幹線第一運転所から新潟新幹線車両センターに改称[10]。
- 2019年（平成31年）4月1日 - 新幹線統括本部の発足に伴い、新潟支社から同本部へ移管。
- 2022年（令和4年）11月19日 - プレミアム撮影会実施[11]。

## 配置車両に記される略号
配置車両に記される記号は「幹ニシ」で、新幹線を意味する「幹」と、「新潟」「新幹線」を意味する「ニシ」から構成される。新幹線統括本部発足以前は新潟支社管轄であったため、「新ニシ」が使われていた。なお、2004年（平成16年）3月まで使用されていた「新ニイ」は、新潟車両センター（旧・上沼垂運転区、「新カヌ」）の記号となっている。

## 配置車両
2024年（令和6年）8月1日現在の配置車両は以下のとおりである。
- E7系電車（240両）
  - 12両編成20本（F20- F39編成）が配置されている。F21・F22編成は専用塗装となっていたが、2021年3月に通常の塗装に戻された[1]。
  - 上越新幹線「とき」・「たにがわ」向けに配置されたもので、北陸新幹線との共通運用ではない。
  - ただし、2019年11月から2024年3月15日までは台風被害により長野新幹線車両センター所属の同型車が被害を受けたため、長野新幹線車両センター所属編成が本来担当する北陸新幹線「かがやき」「はくたか」「あさま」「つるぎ」にも代理充当されていた[12]。

### 過去の配置車両
- E3系電車
  - 700番台の6両編成1本（R19編成）「GENBI SHINKANSEN（現美新幹線）」が配置されていた。
  - 2016年（平成28年）4月より運用に就き、2021年（令和3年）3月1日付で廃車された[13]。

- E1系電車

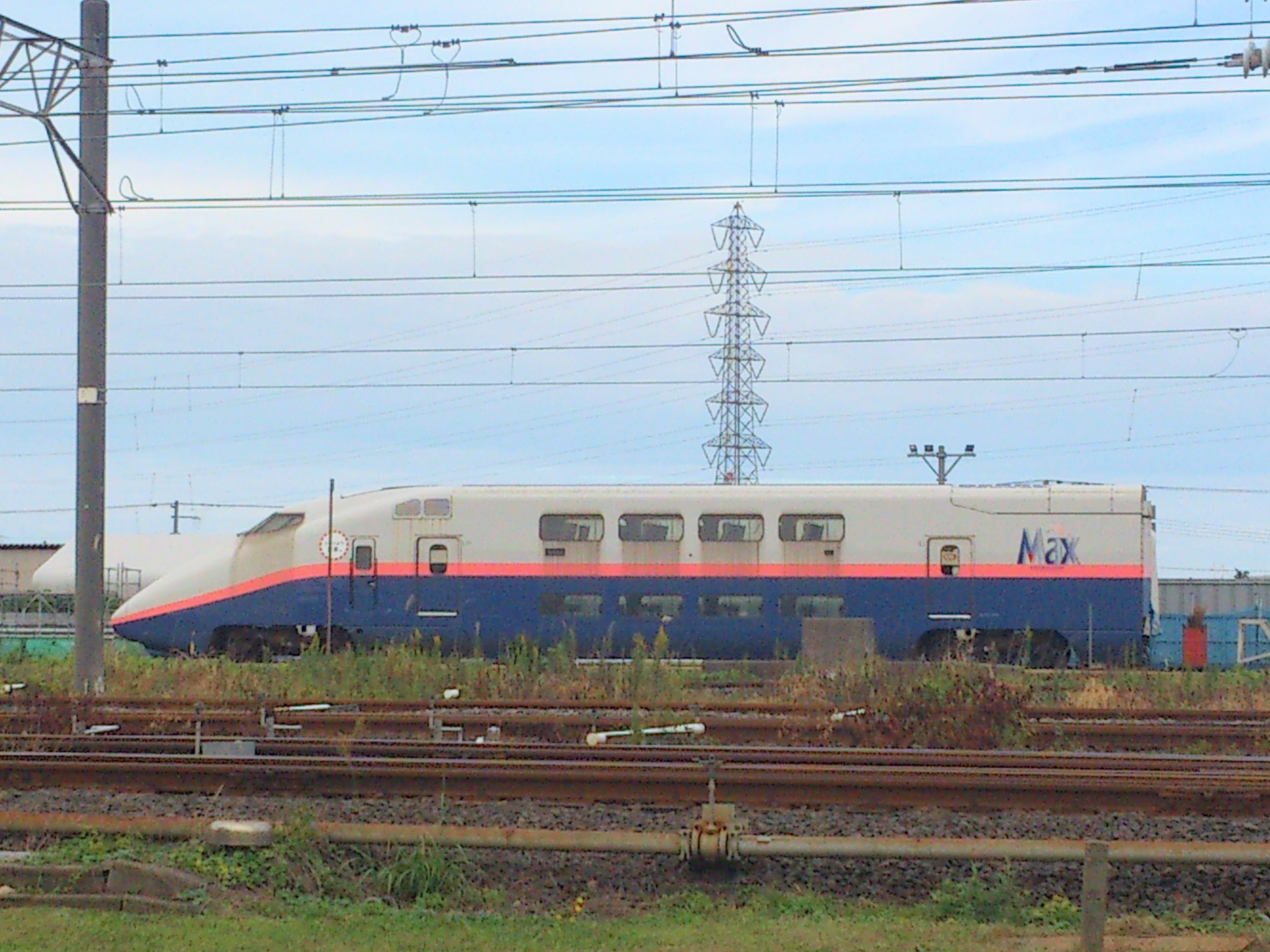
留置されたE1形(2017年)

  - 12両編成6本（M1 - M6編成）が配置されていた。1994年7月15日より運用を開始、2012年よりE4系による置き換えが開始され、同年10月28日をもって運用を終了、引退後はM4編成の先頭車両 (E153-104) が鉄道博物館への展示を前提に当センターに保管されていた1両を除き全車が解体された。
- E2系電車（110両）
  - 1000番台の10両編成11本（J54 - J56・J63・J64・J70 - J75編成）が配置されていたが、2023年のダイヤ改正で上越新幹線内の最高速度が275km/hに引き上げられることに伴い同年3月17日をもって上越新幹線の運用から撤退、J70 - J75編成は仙台へ転属、その他の編成は2024年にかけて全車が廃車となり当車両センターから配置が無くなった。

- 200系電車
  - 上越新幹線開業当初は、東北新幹線用を含めて製造された12両編成36本のうち、半数の18本が配置されていた（残る18本は仙台第一運転所配置）[2]。
  - 2013年（平成25年）4月1日時点では、10両編成3本（K43・K47・K51編成）が配置されていた[14]。すべてリニューアル施工済みだが、K47編成は2007年（平成19年）のJR東日本発足20周年に合わせて新製時のオリジナル塗装に復元された。
  - 東北新幹線での定期運用は2011年（平成23年）11月18日をもって終了。以後は上越新幹線「とき」・「たにがわ」で運用されていたが、こちらも2013年3月15日をもって定期運用を終了した。
  - なお、過去に配置されていた200系F編成（F19編成）は2007年4月で運用を終了し、同年5月9日に新幹線総合車両センターへ回送され、廃車となった。

- E4系電車（208両）
  - 8両編成22本（P1 -  P22・P51・P52・P82編成）が配置されていた。このうち、P51・P52編成は北陸新幹線軽井沢駅乗り入れ対応編成、P81・P82編成は北陸新幹線長野駅乗り入れ対応編成である。
  - 主に「Maxとき」、「Maxたにがわ」で運用されていたが、E7系増備に伴い2021年10月1日をもって定期運行を終了した。

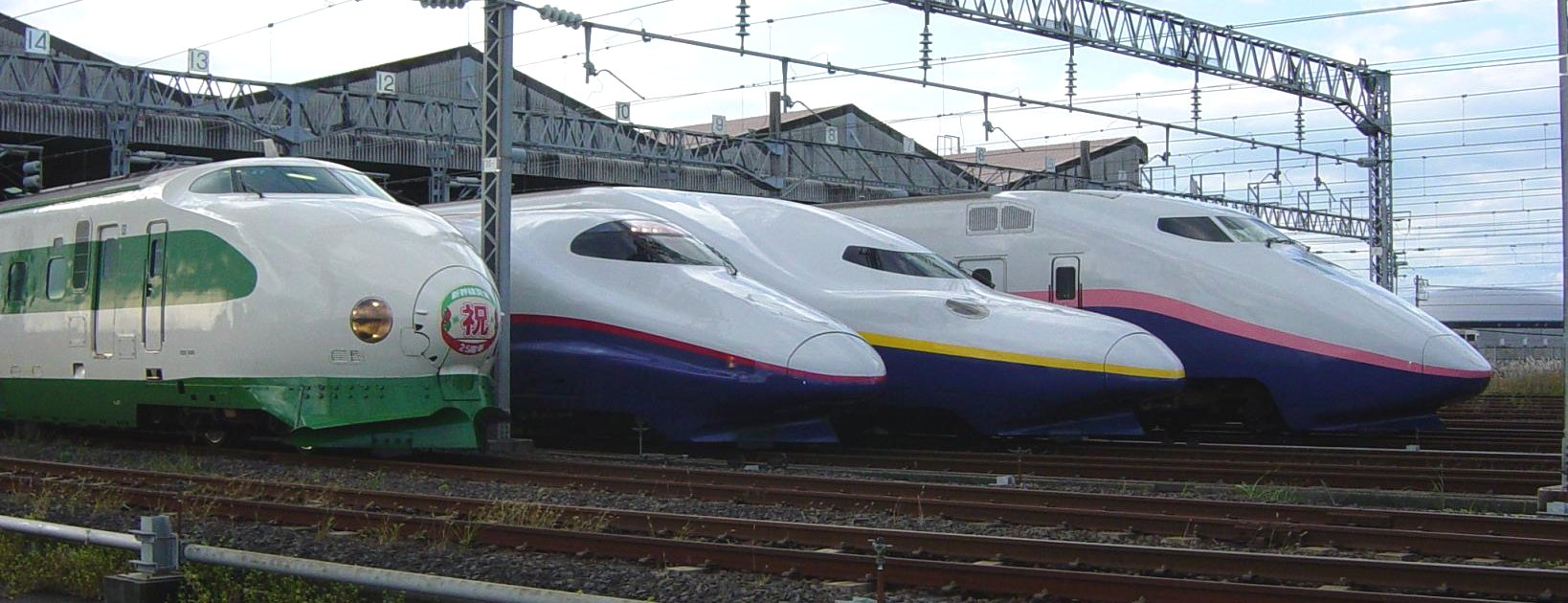
車両センター公開時に構内に展示された車両。 （2007年10月30日）
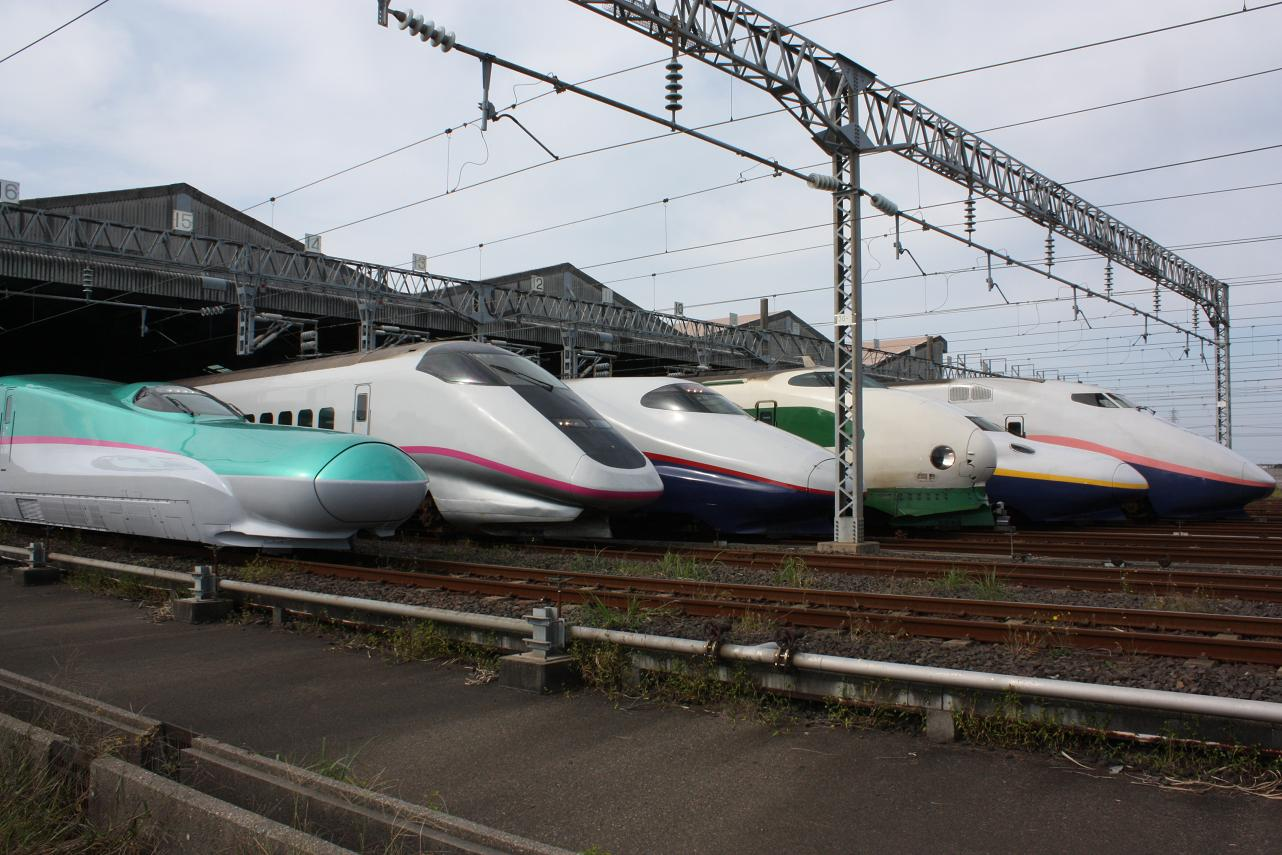
新潟デスティネーションキャンペーン記念イベントにて展示された車両。 （2009年10月17日）
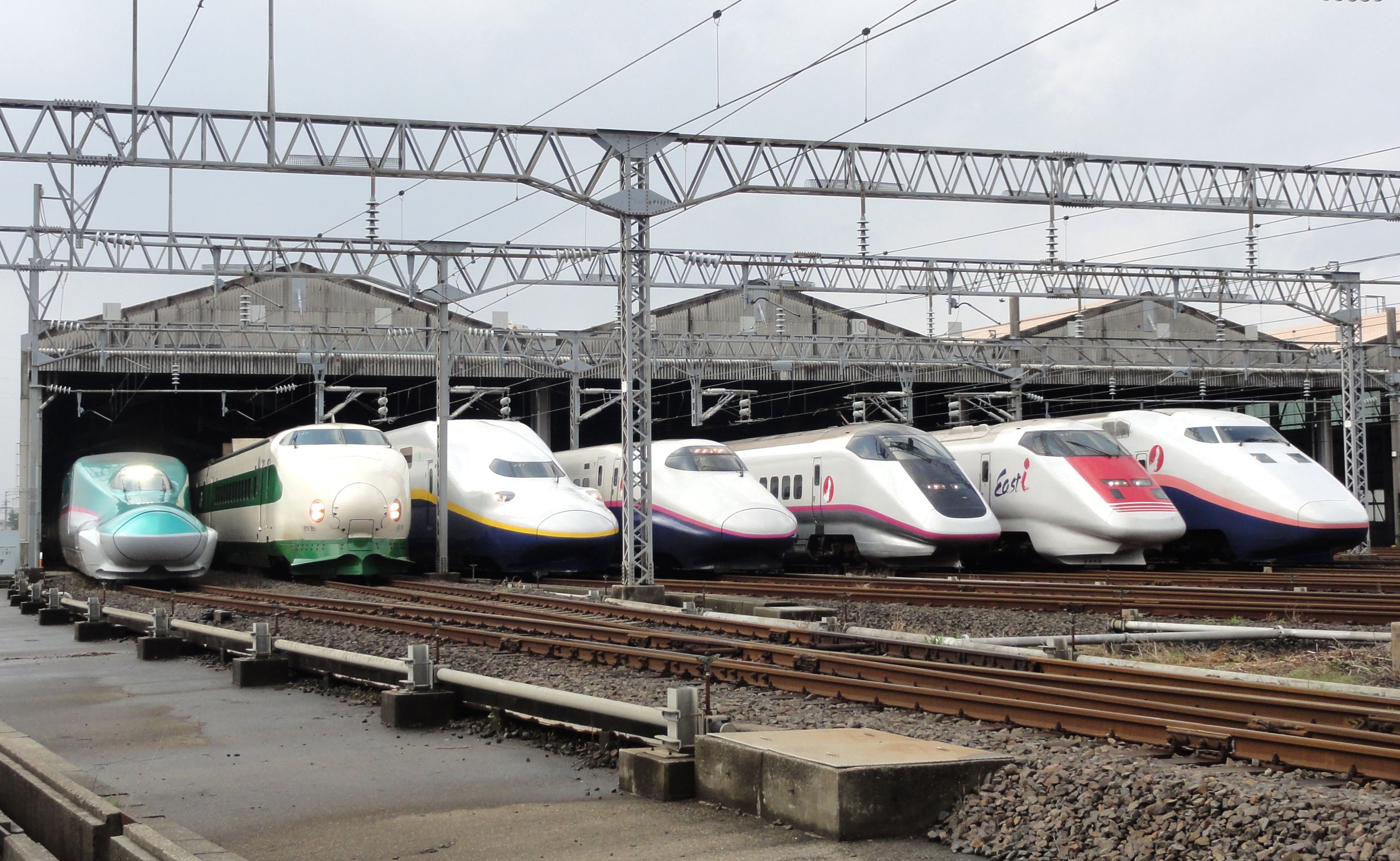
上越新幹線開業30周年記念イベントにて展示された車両。 （2012年10月21日）
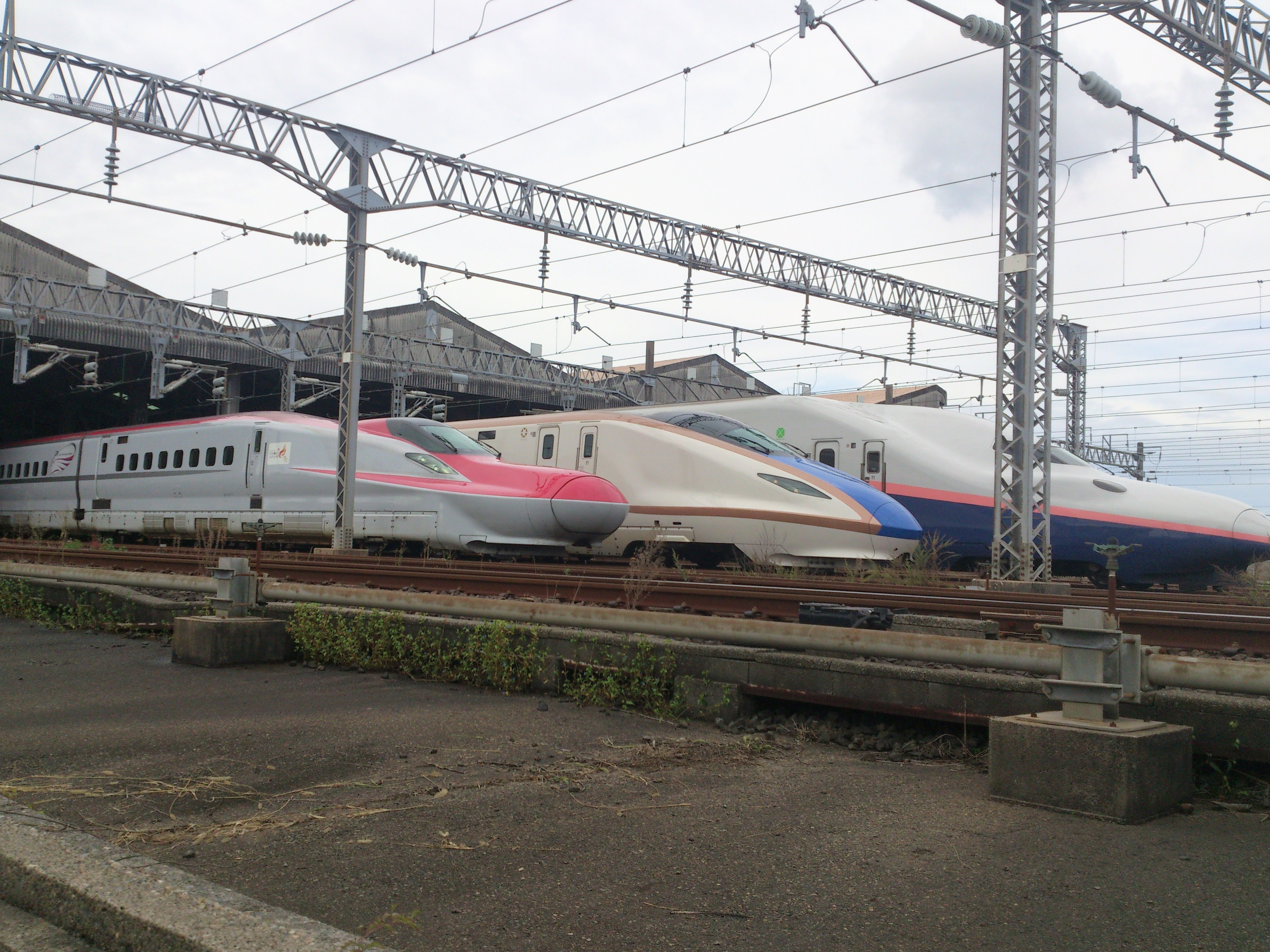
上越新幹線開業35周年記念イベントにて展示された車両。 （2017年10月14日）